# Guarujá do Sul
Guarujá do Sul es un municipio brasileño del estado de Santa Catarina. Tiene una población estimada al 2022 de 4 829 habitantes. Pertenece a la Región metropolitana del Extremo Oeste.

## Toponimia
Su nombre fue dado por el fundador en honor a la playa Guarujá del estado de São Paulo.

## Historia
Guarujá do Sul fue colonizada a partir de 1940 por inmigrantes de origen italiano y alemán de Río Grande del Sur. Las principales actividades de los colonos eran la agricultura y la explotación de la madera. Distrito de Dionísio Cerqueira, se emancipó el 25 de julio de 1961.